# Петушиный час
«Петушиный час» (фр. Patron Minette) — название вымышленной парижской банды 1830-х годов; персонажи романа Виктора Гюго «Отверженные». Играют значительную роль в концепции и сюжете произведения, олицетворяя социальное и моральное дно.

## Банда
Глава 7 части 3 романа «Отверженные» называется «Петушиный час». Название — вольный перевод выражения Patron Minette: предутреннее ночное время, удобное для преступных деяний. Виктор Гюго даёт глубокий анализ криминального мира современной ему Франции — «последней штольни общественного подземелья, где единственная цель — разрушить всё».
Авторский художественный анализ переходит в сюжетную линию романа:

В 1830—1835 «нижним трюмом» Парижа правила четвёрка бандитов: Бабет, Живоглот, Звенигрош, Монпарнас.

Названные персонажи, по авторскому замыслу возглавляли ведущую ОПГ Парижа. Все они выведены как по-своему яркие, но крайне отталкивающие индивидуальности. Каждый из четверых олицетворяет определённый тип преступника и негодяя, важный для концепции романа.
Живоглот обладал огромной физической силой и отличался редким тупоумием: «Мускулы томились по работе, мозг отвергал её… Он мог укрощать чудовищ, но решил, что проще стать одним из них». Его функция в банде — грубое насилие. Автор упоминает, что в 1815 Живоглот участвовал в белом терроре, был причастен к убийству наполеоновского маршала Брюна — но не из политических убеждений, а в силу криминальных наклонностей. По характеру жесток и мрачен.
Бабет в определённом смысле представлял противоположность Живоглоту, поскольку был «тощ и умён». В молодости он сменил несколько специфических профессий, типа балаганного клоуна и зубодёра. Постепенно из мошенника превратился в криминального авторитета. В банде Бабет выполнял роль стратега-организатора. По характеру весел и циничен, с претензией на интеллект и образованность.
Звенигрош охарактеризован как «сама ночь». Его прошлое никому не известно. Появляется он всегда в маске, голос искажён чревовещанием. Функция в банде не вполне ясна из-за чрезвычайной скрытности, но по косвенным признакам важная.
Монпарнас — младший по возрасту (ему восемнадцать лет, в разговорах он прибавляет себе год), но самый кровавый из главарей банды. За ним известны несколько убийств, совершённых из «желания одеваться по последней моде». Отличается франтовством, богемными манерами, в речи употребляет «литературные красоты», очень увлекается девушками. При всяком удобном случае демонстрирует наглость и жестокость. Функция в банде — убийства и связь с гаменами (парижские подростки-беспризорники), из которых вышел он сам.
К четвёрке главарей примыкают авторитеты среднего звена и рядовые бандиты. Автор выделяет Брюжона (представитель криминальной династии, по типу близкий Бабету), Крючка, Пол-Лиарда, шоссейного рабочего Башку, негра Гомера Огю (по-видимому, иммигрант из Африки, где Франция в тот период приступала к колониальным захватам), ещё нескольких человек.

Пользуясь разветвлённой системой подземных связей, Бабет, Живоглот, Звенигрош и Монпарнас взяли подряд на все злодеяния в департаменте Сены… Они держали труппу актёров тьмы, годных на все роли для трагедий, сочиняемых в разбойничьих трущобах… «Петушиный час» — под таким названием было известно в подземном мире деловое товарищество четверых.

«Петушиный час» совершает бандитские налёты, разбойные нападения и грабежи. Жертвами, как правило, становятся состоятельные люди. Преступники не останавливаются перед убийствами. Банда принимает также заказы на организацию и совершение преступлений.

## Преступления
По сюжету романа, с «Петушиным часом» тесно связан главный отрицательный персонаж — разорившийся трактирщик Тенардье. Этот человек — «воплощение хищнического эгоизма, человеконенавистничества и лицемерия». Ему присущи все отрицательные черты бандитов, особенно алчность и жестокость (но без романтических черт, порождаемых традициями Картуша или Вийона). Он легко находит общий язык с разбойниками и убийцами, хотя ещё недавно был законопослушным мелким буржуа (здесь проявляется убеждённость Гюго в приоритете морального над социальным).
Обанкротившись и потеряв свой трактир в Монфермейле, Тенардье с семьёй перебирается в Париж. Он живёт мелкими аферами, мошенничеством и попрошайничеством, постепенно погружаясь в нищету. Заманив к себе благотворителя-филантропа, Тенардье узнаёт в нём главного героя романа Жана Вальжана. Не зная его имени, Тенардье помнит богатого человека, скрывающего своё состояние. Несколькими годами ранее Жан Вальжан посетил монфермейльский трактир и выкупил из фактического рабства девочку-служанку Козетту. За это Тенардье испытывает к Жану Вальжану особую ненависть.

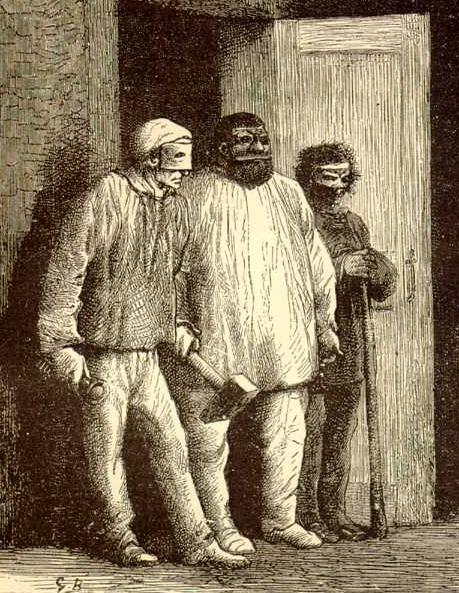

Тенардье вторичного приглашает гостя и организует на него бандитскую засаду силами «Петушиного часа». Преступники вымогают у Жана Вальжана двести тысяч франков, угрожая убить Козетту. Жан Вальжан стойко сопротивляется. В кульминационный момент с нарядом полиции появляется Жавер. Жану Вальжану удаётся бежать, но Жавер арестовывает семейство Тенардье и бандитов «Петушиного часа».
История банды на этом не заканчивается. Успех Жавера далеко не полон. С самого начала от него ускользает Монпарнас. По дороге в тюрьму таинственным образом сбегает Звенигрош (не исключено, что он являлся ещё и сексотом, и нечистые на руку полицейские позволили ему исчезнуть). Из тюремного коридора бежит Бабет. Некоторое время спустя Монпарнас и Бабет устраивают побег Живоглоту, Брюжону и Тенардье. В результате перед судом предстали лишь второстепенные обвиняемые — Крючок и Пол-Лиарда — получившие по десять лет каторги. Смертный приговор Тенардье, пожизненные сроки главарям «Петушиного часа» выносились заочно; обнаружить преступников не удалось.
Зловещая четвёрка ещё несколько раз появляется на страницах романа. Монпарнас приятельствует с гаменом Гаврошем (брошенный сын Тенардье, нравственно противоположный отцу). Благородный мальчик насмешливо презирает кровавого негодяя, но самовлюблённый бандит не замечает этого. Он подключает Гавроша к побегу Тенардье, на что тот — по бесшабашности характера — не задумываясь соглашается, нисколько не симпатизируя «папаше».
Однажды ночью Монпарнас нападает на случайного прохожего, чтобы ограбить и убить. Прохожим оказался Жан Вальжан. «Человек геркулесовой силы» побеждает Монпарнаса в драке, берёт в плен и уговаривает заняться честным трудом, не зная, что перед ним закоренелый убийца. Затем Жан Вальжан отпускает Монпарнаса, подарив ему свой кошелёк. Эту добычу из бандитского кармана вытаскивает Гаврош и подбрасывает бедной супружеской чете.
Башка следит за Жаном Вальжаном, чтобы похитить крупную сумму денег из тайника. Это не удаётся к огромному разочарованию незадачливого вора. Он участвовал в устроенной Тенардье засаде, но был оправдан, поскольку всё время провалялся мертвецки пьяным.
Уже после побегов «Петушиный час» и Тенардье готовят разбойное нападение на дом Жана Вальжана, которого принимают за богатого еврея (с настойчивой случайностью их пути постоянно пересекаются). Этот план срывает дочь Тенардье Эпонина. Разъярённый Монпарнас готов убить её на месте, Тенардье согласен на это. Однако осторожный Брюжон, инициатор дела, убеждает сообщников не рисковать и уйти.

Шестеро утонули во мраке, словно растворились в нём.

После этого эпизода члены «Петушиного часа» в романе не упоминаются. Их дальнейшие судьбы неизвестны. Исключение составляет Звенигрош: в июне 1832 года он примыкает к уличным беспорядкам. Но Звенигрош под именем Кабюк не столько участвует в республиканском восстании, сколько занимается мародёрством и убивает старика-привратника. За это его расстреливает повстанческий лидер Анжольрас.
В то же время, автор сообщает ранее, что деятельность банды продолжалась ещё около трёх лет после описанных событий.

## Суть
«Петушиный час» — важная линия романа «Отверженные». Эти мрачные образы — авторское обличение криминалитета как социальной группы, принципиально антиобщественной, разрушительной и паразитической. Бандиты показаны как порождение агрессивного аморализма, алчности, лени и праздности, жестокости и невежества.
Автор анализирует роль криминалитета в контексте революционной борьбы и приходит к выводу, что такой фактор существовал во времена средневековых жакерий («когда разбой узурпировал право на протест»), но этот исторический этап безвозвратно отсечён Великой французской революцией. Борьбу против «нижнего трюма», «последней штольни» Гюго считает задачей всего общества, безотносительно к социальным противоречиям и политическим разногласиям.

Залейте светом общественное подземелье.

Гюго не признаёт «социального проклятия», призывает верить в добрую природу человека, проявлять милосердие к тем, кого тяжкая нужда толкает к нарушению закона. Трудолюбивый крестьянин Жан Вальжан попал на каторгу за кражу буханки хлеба. Но «Петушиный час» — дело совсем иное. Эти люди сознательно и по собственному желанию выбрали преступную дорогу: «Работать — это скучно», — говорит Монпарнас. Автор «Отверженных», для которого приоритетна нравственность, вполне реалистично оценивает это явление.
Сильное впечатление создаёт контраст между двумя общностями — «Петушиным часом» и революционным кружком «Друзей азбуки». Бандитам противопоставлены благородные молодые республиканцы, жертвующие собой во имя идеалов народовластия, свободы и прогресса. Символично, что бандита-оборотня Звенигроша казнит за гнусное убийство революционер Анжольрас.